# ورتانس آخیکیان
ورتانس گالوستی آخیکیان (ارمنی: Վրթանես Գալուստի Ախիկյան؛ زاده ۲۶ اکتبر ۱۸۷۳ - درگذشته ۲۱ فوریهٔ ۱۹۳۶) نقاش اهل ارمنستان بود

## زندگی‌نامه
وی در ۲۶ اکتبر ۱۸۷۳ در وان در به دنیا آمد و از آکادمی امپریال هنر (۱۹۱۲) فارغ‌التحصیل گشت. گوهار فرمانیان و همایاک آوتیسیان شاگردان وی بودند. وی همچنین برنده جوایزی همچون چهره هنری شایسته ارمنستان شوروی شد. وی در ۲۱ فوریهٔ ۱۹۳۶ در سن ۶۲ سالگی در ایروان درگذشت.

## نگارخانه

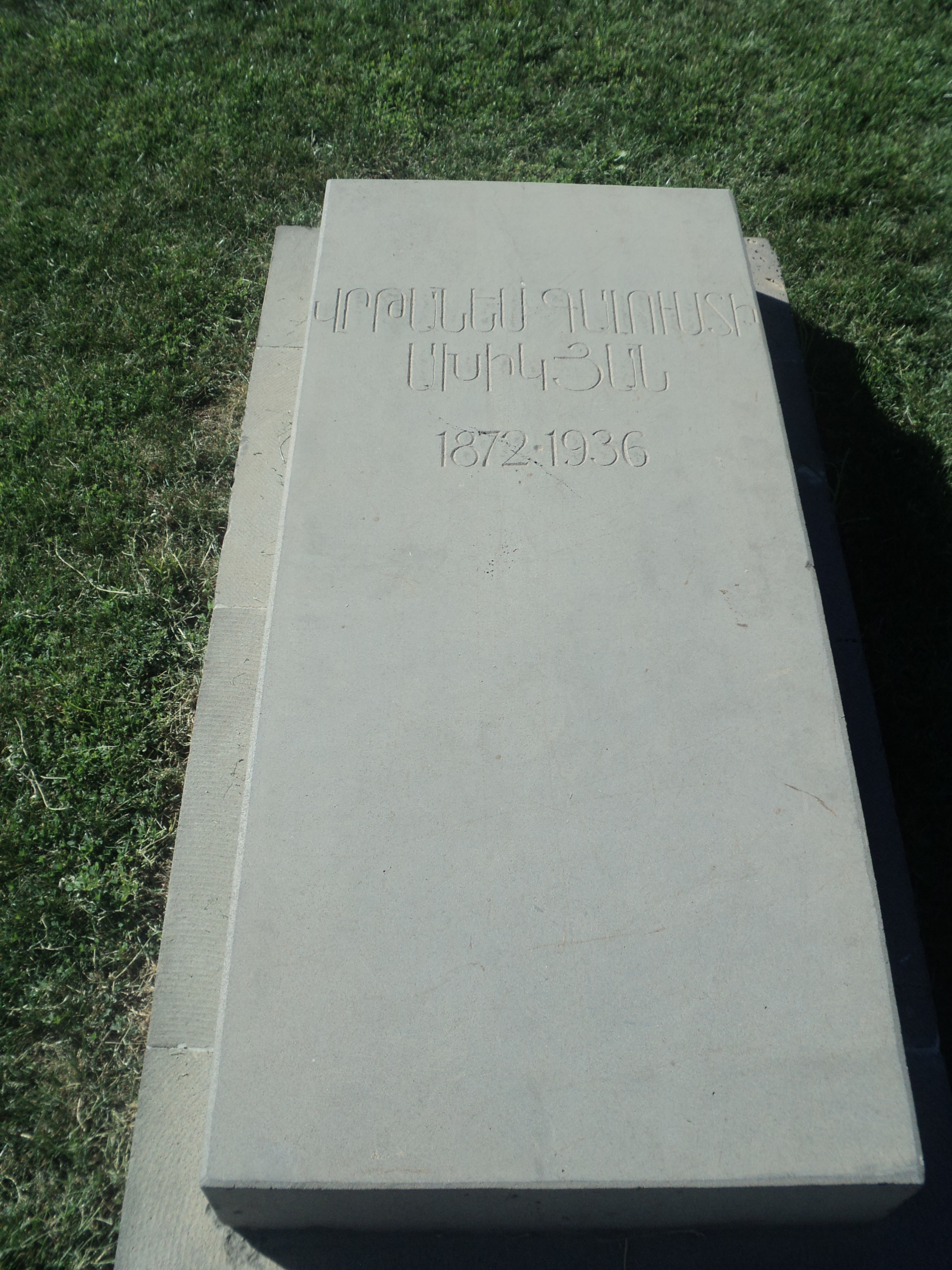